# 26433 Michaelyurko
26433 Michaelyurko este un asteroid din centura principală de asteroizi.

## Descriere
26433 Michaelyurko este un asteroid din centura principală de asteroizi. A fost descoperit pe 14 decembrie 1999 la Socorro, New Mexico, în cadrul proiectului LINEAR. Asteroidul prezintă o orbită caracterizată de o semiaxă mare de 2,26 ua, o excentricitate de 0,12 și o înclinație de 6,7° în raport cu ecliptica.